# Non lasciarmi sola
Non lasciarmi sola (Gimme Shelter) è un film drammatico del 2013 scritto, diretto e prodotto da Ron Krauss.

## Trama
Agnes "Apple" Bailey è una ragazza di 16 anni. Sua madre, June, è una prostituta tossicodipendente e la vuole solo per i soldi che le dà lo stato per mantenere lei e sua figlia; Apple decide di fuggire e andare dal padre, Tom Fitzpatrick, che scopre essere un uomo ricco con una famiglia. L'uomo decide di ospitare la figlia ma dopo aver scoperto che Apple è incinta le chiede di andarsene. Apple ruba una macchina e fa un incidente stradale, ma per fortuna in ospedale incontra un cappellano che le trova rifugio in un ricovero per ragazze madri. La madre di Apple cerca varie volte di riportarla a casa arrivando ad usare anche la violenza ma fortunatamente Apple non è sola: al ricovero ha trovato una vera famiglia, perciò la madre non riesce a portarla via. Alla fine del film Apple partorisce una bambina che chiama Hope e Tom le chiede di andare a vivere con lui e la sua famiglia, la ragazza dopo un primo momento in cui accetta capisce che la sua vera casa è il ricovero, perciò chiede al padre di fermare la macchina e torna al ricovero dove tutti accolgono lei e sua figlia a braccia aperte.

## Produzione
Le riprese del film iniziano il 9 giugno 2011 e si svolgono tra New York ed il New Jersey.

## Promozione
Il primo trailer viene diffuso online il 25 novembre 2013 con l'introduzione della protagonista Vanessa Hudgens tramite il sito Yahoo!.

## Distribuzione
La pellicola è stata presentata all'Heartland Film Festival il 17 ottobre 2013 ed è uscita nelle sale cinematografiche statunitensi a partire dal 24 gennaio 2014.

### Divieto
Il film è stato vietato ai minori di 13 anni negli Stati Uniti d'America per la presenza di materiale adatto a pubblico adulto, droga, linguaggio non adatto e violenza sui teenager.